# 장상선
장상선(長上線)은 평안남도 덕천시에 있는 평덕선 향장역과 같은 시내에 있는 장상역을 연결하는, 조선민주주의인민공화국의 철도이다.

## 노선 정보
- 노선과 거리 : 향장역~장상역 1.9km
- 역 수 : 2개(양단역 포함)
- 궤도 간격 : 1435mm(표준궤)
- 전철화 구간 : 전 구간(직류 3000V)
- 복선 구간 : 없음

## 역사
1940년 6월 21일 서선중앙철도주식회사(西鮮中央鐵道株式會社)는 덕천군 덕천읍(德川邑)과 일하면(日下面)의 장상탄전(長上炭田) 구간의 철도의 부설을 허가받았는데, 이 구간의 영업거리는 15.3km였다. 그 후에 평덕선이 덕천역을 거쳐서 장상역까지 연장되었다. 이후 평덕선을 구장군으로 연장하여 만포선과 연결하면서, 장상리역(장상역)에서는 선로를 연장하기 어려웠기 때문에, 향원역과 장상역의 사이에 향장역을 신설하였다. 향장역에서는 선로가 분기하게 되면서 평덕선의 지선이 되었다.

## 역 목록
- 향원역(鄕元驛)
- 장상역(長上驛)

## 같이 보기
- 평덕선